# Hartmanice
Hartmanice (německy Hartmanitz) jsou město na Šumavě, v okrese Klatovy v Plzeňském kraji. Leží asi jedenáct kilometrů jihozápadně od Sušice a 32 kilometrů jihovýchodně od Klatov. Katastr města se rozkládá na rozhraní Šumavského podhůří a vlastní Šumavy. Vlastní Hartmanice leží v nadmořské výšce 712 metrů pod vrcholem Hamižná (853 metrů). Nejvýše položená osada, Keply, je v nadmořské výšce 930 metrů, nejvyšší bod katastru, hora Křemelná, má kótu 1125 metrů. Nejníže položený bod katastru leží v 550 metrů při řece Otavě, a tak celkový výškový rozdíl v katastru města činí 575 metrů.
Katastr města má rozlohu 6 224 hektarů. Skládá se z 22 katastrálních území a 23 místních částí. Většina z těchto osad byla přičleněna v roce 1960 v souvislosti s reformou veřejné správy a územního členění státu. Další významná územní změna proběhla na počátku roku 1992, kdy byla k Hartmanicím přičleněna osada Dobrá Voda v souvislosti se zánikem stejnojmenného vojenského prostoru. Kromě této osady byla z tohoto prostoru připojena i některá neobydlená katastrální území sousedící s katastrem obce Hartmanice. Tentýž rok získala obec opětovně status města, který poprvé dostala již v roce 1320.
V současnosti zde žije 944 obyvatel, což je ve srovnání se závěrem 19. století asi čtvrtinový počet. Celý katastr města náleží do povodí řeky Otavy, kam odvádí vody Pstružný potok, Luční potok a Křemelná.

## Historie
První písemná zmínka o Hartmanicích pochází z roku 1219, další z roku 1315. Původní osada na tzv. Březnické stezce spojující Čechy s Bavorskem vznikla za účelem výběru cla. Hartmanice patří mezi nejstarší sídla v této části Šumavy, jež byla Kelty nazývána „Gabreta“. Od konce 13. století se zde těžilo zlato, a došlo tak k rozkvětu městečka, které mohlo být v roce 1320 za vlády Jana Lucemburského povýšeno na „královské svobodné zlatohorské město“. Do toho roku patřily Hartmanice k panství Velhartice, v pozdějších letech již náležely k hornímu právu Kašperských Hor. Před rokem 1340 spolu s dalšími českými zlatými doly král zastavil hartmanické doly Petrovi z Rožmberka. Výrazné zbytky dolovacích prací jsou patrné na svahu vrchu Hamižná, západně od silnice z Hartmanic do Dobré Vody.
V letech 1603–1848 náležely Hartmanice i s okolím městu Sušici. Během třicetileté války bylo městečko vypáleno a několik let bylo zcela pusté. Až po roce 1650 byly Hartmanice opět obydleny, české obyvatelstvo zde však nahradili švábští Němci, kteří zde tvořili naprostou početní většinu až do roku 1918.
V polovině 19. století došlo ke zrušení nevolnictví, s čímž souvisel i vznik nových správních jednotek – okresů. Hartmanice připadly logicky pod okres Sušice, v roce 1875 vznikl menší soudní okres se sídlem v Hartmanicích, který zahrnoval okolní „německé“ obce sušického okresu. V roce 1869 byla v Hartmanicích založena pošta, roku 1873 pak hasičský sbor. Na sklonku 19. století bylo v Hartmanicích zajímavé národnostní složení – kromě převažujících Němců zde po roce 1847 vznikla relativně početná židovská komunita čítající téměř 120 osob v roce 1890 (13 % obyvatel městečka). Ve stejném roce zde žilo pouze 7 česky hovořících osob.
Ke zvratu došlo po první světové válce a po vyhlášení samostatnosti ČSR roku 1918. Zatímco v roce 1910 žilo v Hartmanicích pouze 8 Čechů a Němci tvořili 90 % populace, při sčítání v roce 1921 bylo v Hartmanicích přihlášeno již 73 osob československé národnosti a podíl Němců poklesl na 81 %. Na nárůst počtu Čechů v Hartmanicích mělo kladný vliv založení české školy v roce 1920. V důsledku Mnichovské dohody byl celý soudní okres Hartmanice v roce 1938 odstoupen nacistickému Německu. Židovská komunita za druhé světové války zanikla, mnoho jejích členů zahynulo v koncentračních táborech. Koncem války, v dubnu 1945 procházel Hartmanicemi pochod smrti žen z koncentračního tábora Helmbrechts do Volar. Nelidské podmínky pochodu si vyžádaly dvanáct obětí, které jsou pohřbeny na hartmanickém židovském hřbitově.
Po osvobození (dne 5. května 1945) se městečko navrátilo pod českou správu – starousedlým Němcům byl konfiskován majetek a došlo k jejich vysídlení. Na jejich místo přišli dosídlenci z Čech a Slovenska, včetně volyňských Čechů a slovenských Rumunů. Po roce 1948 došlo k zestátnění veškerých provozů, vznikl státní statek.
V roce 1952 byl na území rozprostírajícím se mezi Hartmanicemi a „problematickou“ hranicí s NSR vyhlášen vojenský výcvikový prostor se sídlem na Dobré Vodě. V centru VVP byla vesnice Prášily, téměř veškerá další sídla v jeho obvodu zanikla. Hartmanice se tak nacházely na výspě „přístupné“ části Šumavy, ačkoliv jsou od hranice vzdáleny třináct kilometrů vzdušnou čarou.

V roce 1960 byl zrušen okres Sušice, a Hartmanice, společně s dalšími obcemi včetně vlastní Sušice, připadly pod rozlehlý okres Klatovy, který se stal součástí nově vzniklého Západočeského kraje se sídlem v Plzni. V období socialistické výstavby se Hartmanice staly střediskovou obcí, což jim přineslo alespoň částečný rozvoj na úkor jejich osad. V průběhu 70. a 80. let byla postavena budova pošty a zdravotního střediska, samoobsluha Jednoty a nový hotel Vintíř. Na jihovýchodním okraji městečka vznikla rozsáhlá nová výstavba tvořená panelovými bytovkami a řadovými domky. Zatímco počet obyvatel vlastních Hartmanic rostl (z pouhých 354 v roce 1950 na 751 v roce 1991), osady zaznamenaly trvalý a dosti drastický pokles obyvatel, který činí celkovou bilanci počtu obyvatel v období let 1950–1991 zápornou (viz tabulka obyvatelstvo).

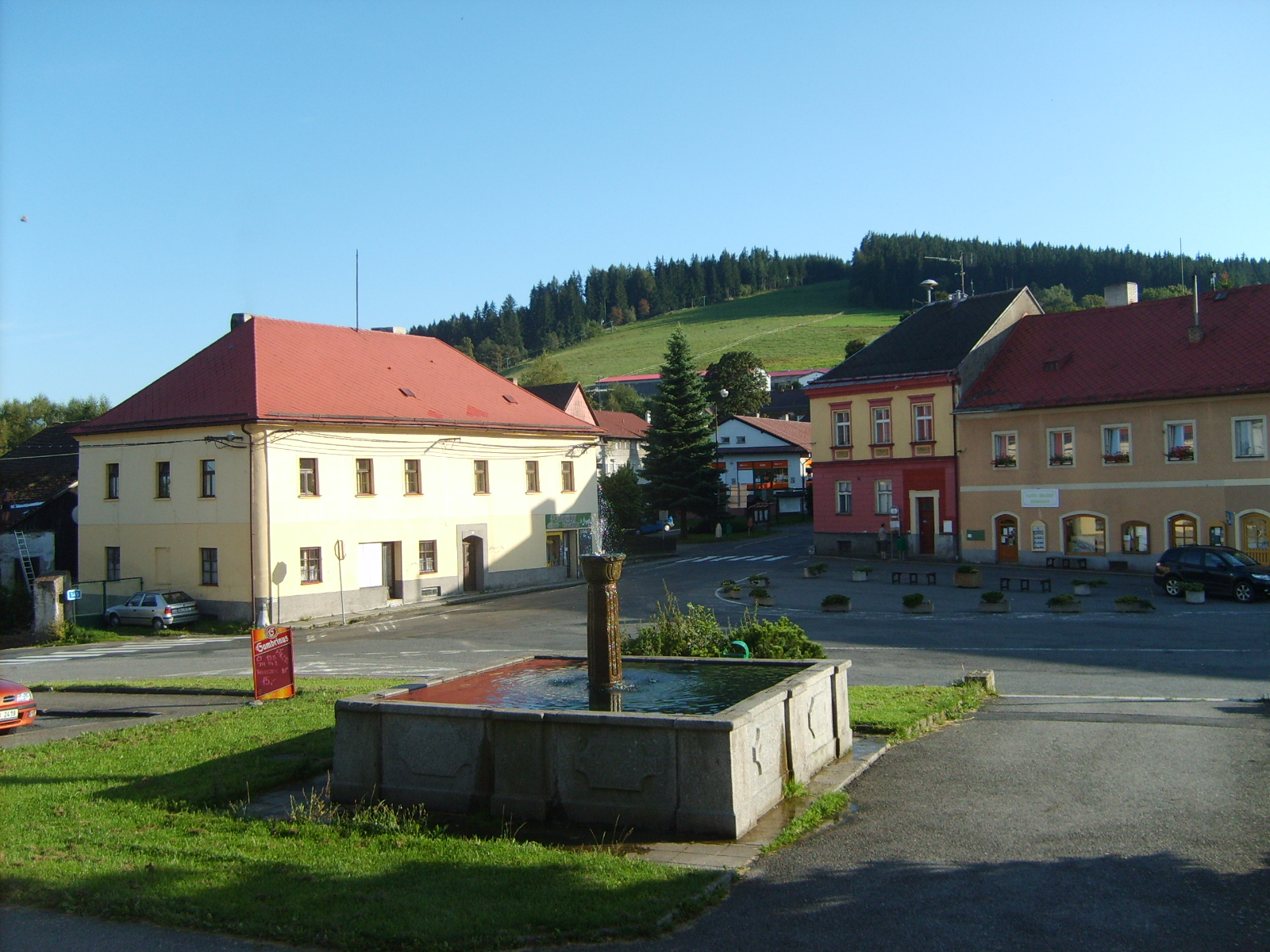
Prostor autobusové zastávky s kašnou. V pozadí vrch Hamižná

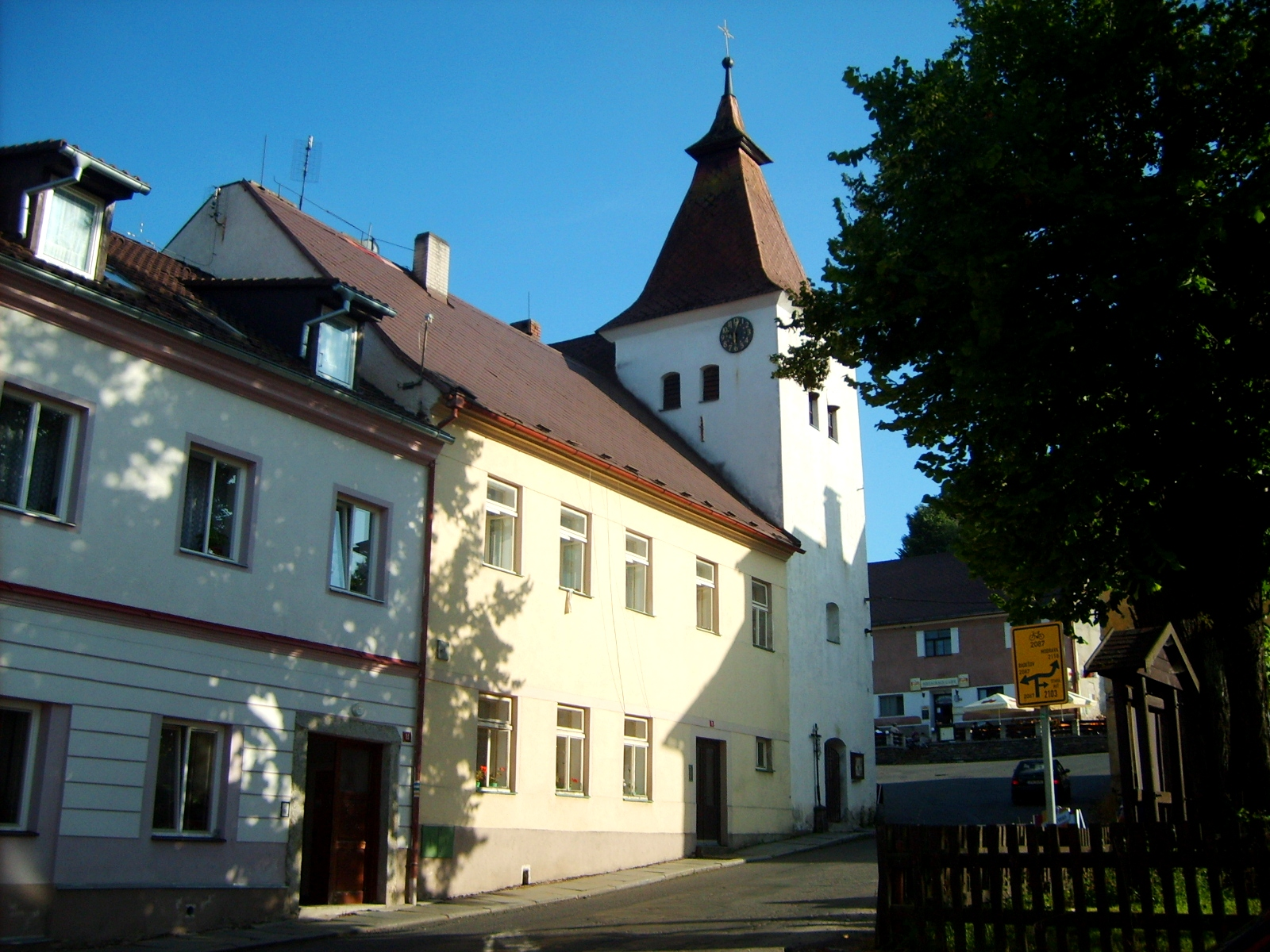
Náměstí v Hartmanicích

V roce 1991 byl vyhlášen NP Šumava a zároveň byl koncem roku zrušen VVP Dobrá Voda, který představoval značnou brzdu rozvoje zejména turistického ruchu v celé oblasti. Roku 1992 byl Hartmanicím navrácen status města.
Postupně vznikají nové drobné živnosti, dochází k částečné privatizaci zemědělské výroby, vznikají nové drobné řemeslné provozy věnující se železářství, sklenářství a drobné umělecké výrobě. Mnoho občanů pronajímá části svých domů za účelem ubytování v soukromí.
Rozvíjí se také oblast kultury – na Dobré Vodě vzniká pobočka Západočeského muzea – Muzeum Dr. Šimona Adlera, pojednávající o historii a životě v této části Šumavy a zahrnující prohlídku zrekonstruovaného kostela svatého Vintíře. Po roce 2004 zahájilo občanské sdružení, založené Michalem Klímou, obnovu hartmanické synagogy, jež byla dokončena na jaře roku 2006. Ve zrekonstruovaném objektu vznikla moderní expozice o životě Němců, Židů a Čechů v obci a válečných i poválečných událostech. Za zmínku stojí také vznik turistického infocentra v budově MěÚ.
V letech 1994–2000 došlo k přestavbě obecní kotelny na spalování dřevní štěpky a dalších bioodpadů. Tento krok měl velký ekologický význam, neboť došlo ke snížení nežádoucích emisí. Kotelna zásobuje teplem většinu objektů v Hartmanicích, ročně spotřebuje 2 000 t dřevního odpadu a má dostatečnou kapacitu i pro případný další růst obce. V roce 2003 byla dokončena výstavba domu s pečovatelskou službou, nákladem 16,8 mil. Kč. Značný ekologický význam měla rekonstrukce čističky odpadních vod provedená v roce 2006 tak, aby kvalita vody odpovídala evropským normám. Z celkových nákladů přesahujících 7 milionů Kč bylo 75 % hrazeno z fondů EU. Důležitá byla také rekonstrukce místních komunikací provedená v letech 2002–2006, kdy došlo zejména k opravě mostů poškozených povodněmi a obnově úseků silnic nejnižších tříd vedoucích do odlehlých osad Hartmanic. Také tento projekt byl částečně financován Evropskou unií. Dále bylo vybudováno nové sportoviště, kanalizace v oblasti náměstí, byla provedena rekonstrukce vodovodu, chodníků a elektrického vedení, sociálního zařízení v objektu základní školy a úprava turistické naučné stezky na vrcholu Hamižné.
Počet obyvatel Hartmanic má přesto trvale klesající tendenci: v roce 1970 žilo v katastru obce 1 336 obyvatel, v roce 1991 pak 1 234, při sčítání lidu v roce 2001 bylo napočítáno již jen 1 161 lidí a dle údajů z roku 2009 žilo v obci 1 076 lidí. Za posledních 8 let tak v Hartmanicích ubylo dalších 8 % obyvatel, což je již o 2 % více než v období let 1991–2001. Tento jev je nejvíce patrný ve školství, kdy je velký problém naplnit nové třídy dětmi. Se stejným problémem se však potýká většina obcí v této části okresu Klatovy – i přes celorepublikově relativně pozitivní ukazatele vývoje počtu obyvatel zde populace klesá a průměrný věk se zvyšuje. Nejvíce je pokles obyvatel i nadále patrný v osadách – v letech 1991–2001 zaznamenalo 13 z 23 osad (vč. Hartmanic) pokles obyvatel, 2 osady nově vznikly, 1 osada je již od 90. let bez trvalých obyvatel a jen 7 osad zaznamenalo drobný přírůstek nebo stagnaci počtu obyvatel.

## Obyvatelstvo
Město Hartmanice mělo na počátku roku 2010 1 071 obyvatel v průměrném věku 41,6 let. Během sčítání lidu v roce 2001 bylo zjištěno téměř o 100 lidí více – 1 161 obyvatel. Tehdy se 89,8 % obyvatel hlásilo k české národnosti, 4,5 % lidí tvořili Slováci a 1 % byli zastoupeni občané německé národnosti. Z celkového počtu obyvatel bylo 37 % věřících, což je méně než ve „starých“ českých obcích sousedících s Hartmanicemi na jihu (Petrovice u Sušice), ale zase více než v odlehlých obcích uprostřed Šumavy (Prášily, Srní).
Podle Úřadu práce v Klatovech k 30. září 2009 bylo v Hartmanicích 583 ekonomicky aktivních obyvatel, což tvoří 54 % celkové populace.
| Rok            | 1869  | 1880  | 1890  | 1900  | 1910  | 1921  | 1930  | 1950  | 1961  | 1970  | 1980  | 1991  | 2001  | 2011  | 2021 |
| -------------- | ----- | ----- | ----- | ----- | ----- | ----- | ----- | ----- | ----- | ----- | ----- | ----- | ----- | ----- | ---- |
| Počet obyvatel | 4 312 | 4 778 | 4 686 | 4 036 | 3 884 | 3 766 | 3 761 | 1 427 | 1 496 | 1 336 | 1 199 | 1 234 | 1 161 | 1 037 | 916  |
| Počet domů     | 530   | 547   | 539   | 536   | 545   | 538   | 588   | 545   | 318   | 291   | 258   | 346   | 373   | 386   | 392  |

## Městská správa

### Místní části

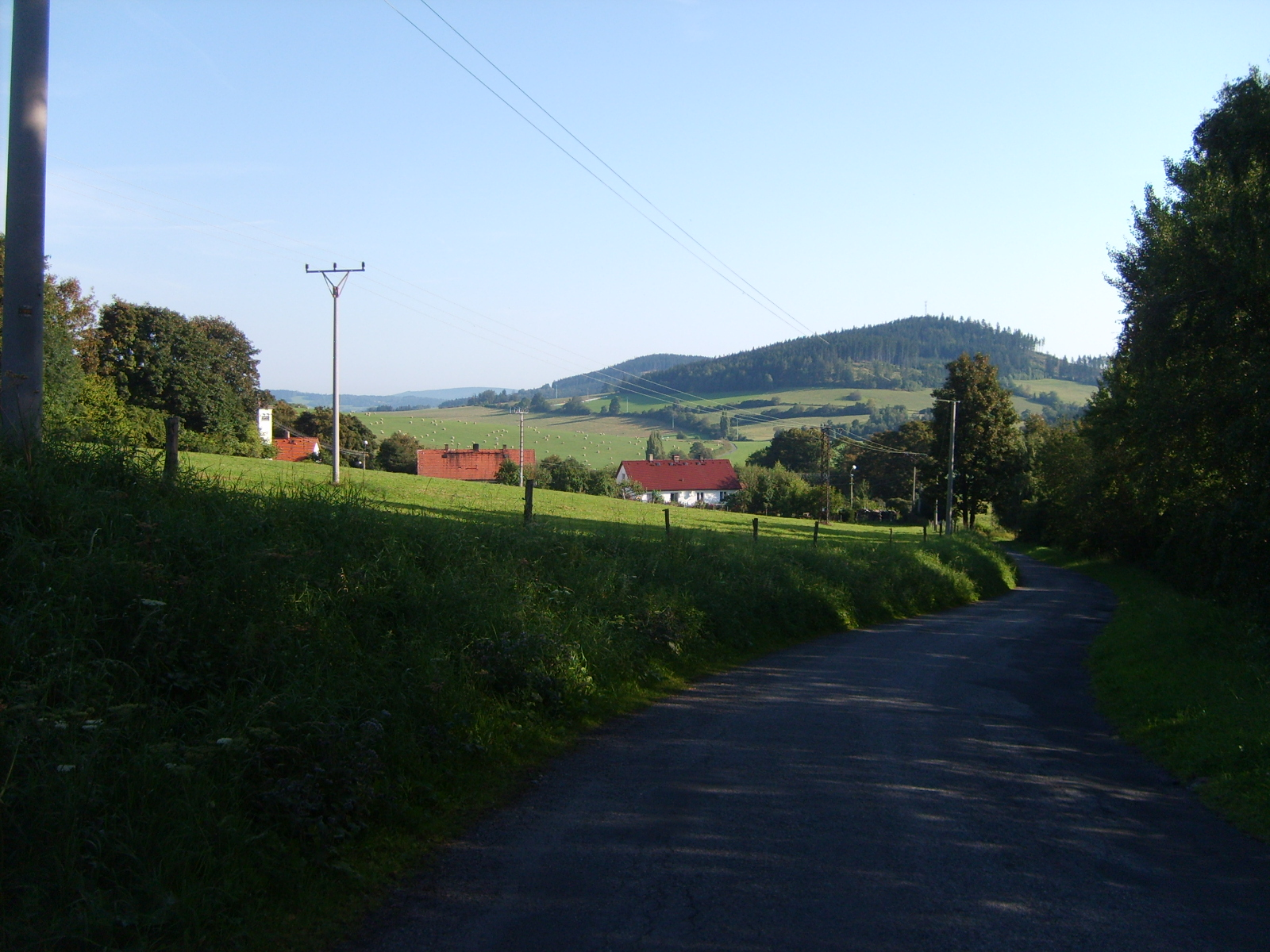
Osada Hořejší Krušec

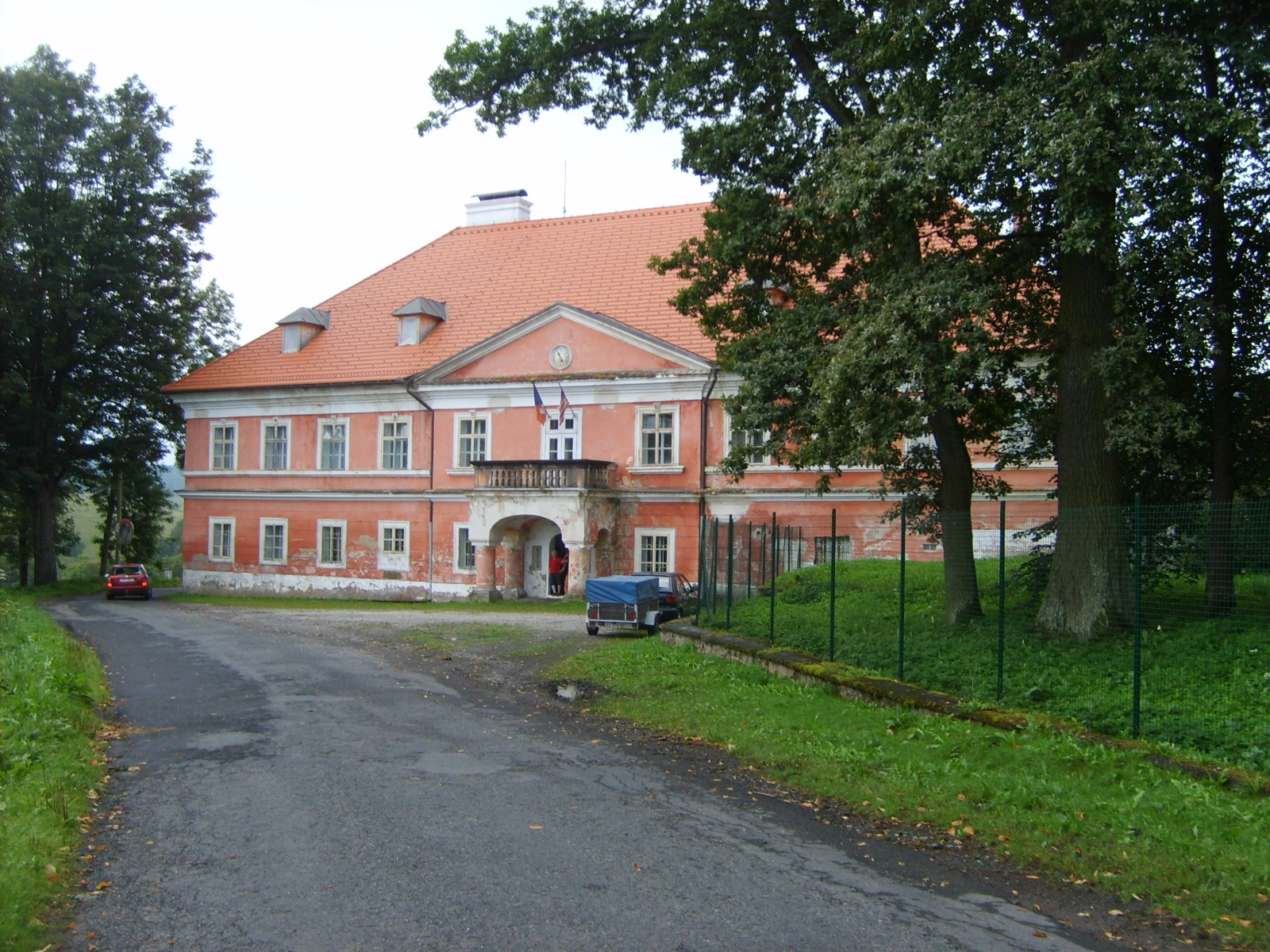
Jeden z mnoha zámečků v katastru Hartmanic – tento stojí v osadě Kundratice, která je druhou nejlidnatější místní částí města

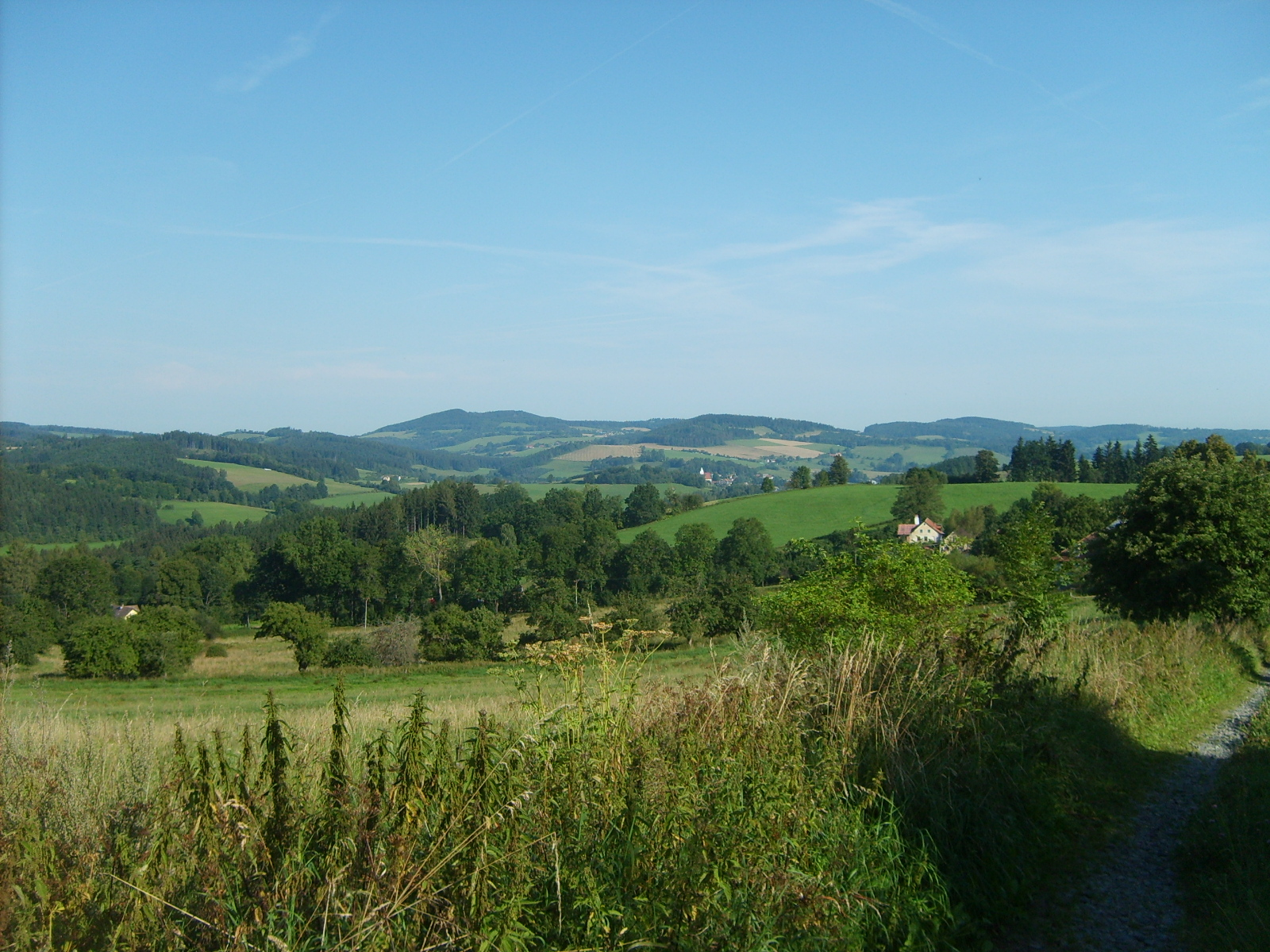
Typická pošumavská krajina u osady Loučová. V pozadí věž kostela v Petrovicích u Sušice

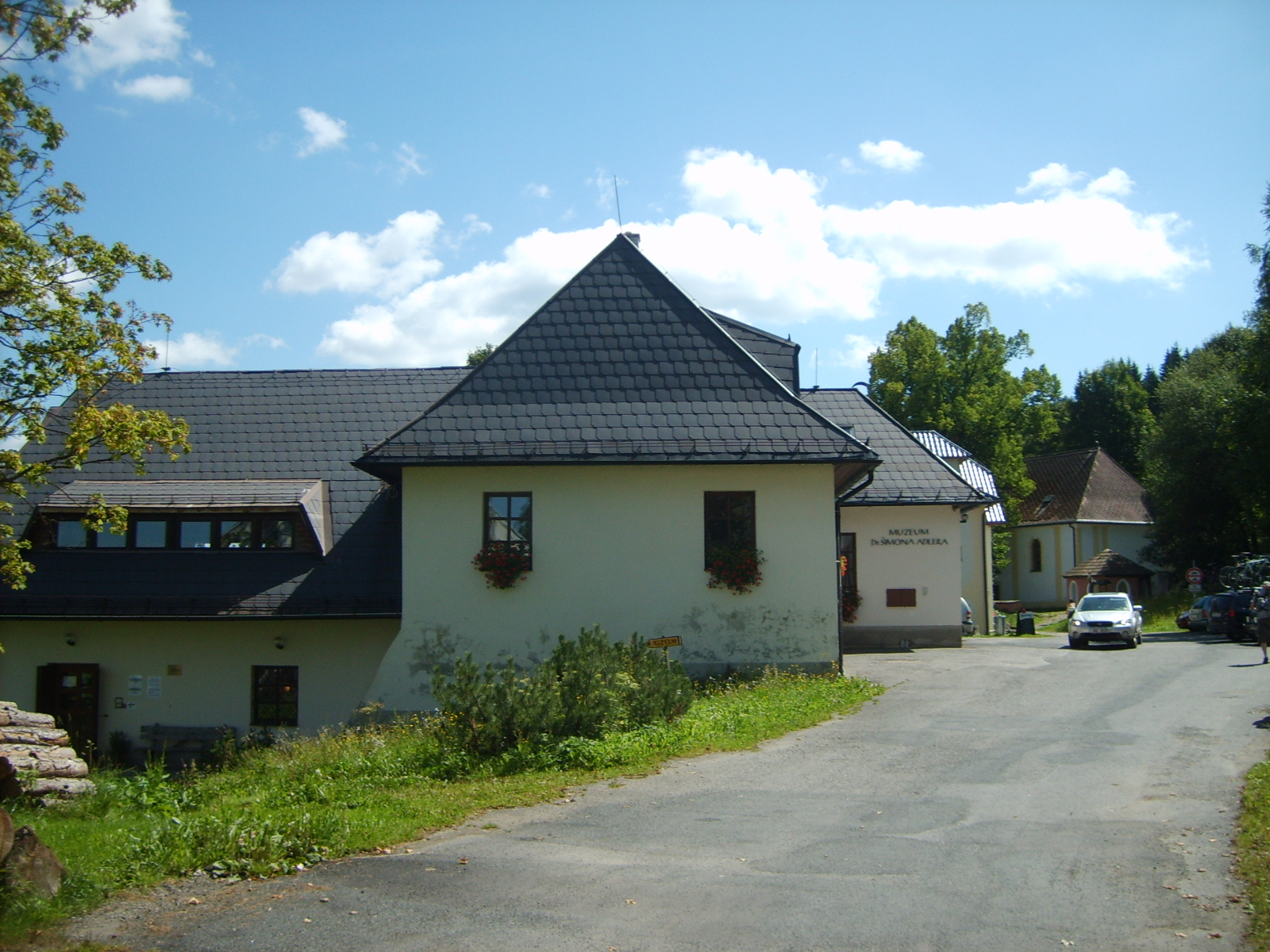
Muzeum Dr. Šimona Adlera v místní části Dobrá Voda

- Dobrá Voda – 888 metrů, osada ležící 2,5 kilometru jižně nad Hartmanicemi. Dříve poutní místo, později správní středisko stejnojmenného vojenského prostoru, dnes významný turistický cíl. Kostel svatého Vintíře z roku 1706, pramen železité vody, Muzeum Dr. Šimona Adlera. Nad osadou hora Březník (1 007 metrů) s kapličkou nově vybudovanou v roce 1992 na místě původní, zbořené kaple. Původní název osady byl také Březník, přejmenována byla podle pramene vody.
- Dolejší Krušec – 630 metrů, ves dva kilometry východně od Hartmanic nedaleko od toku řeky Otavy. Původní osada vznikla při staré solní stezce, byla střediskem statku. Nepřístupný barokní zámek se zachovalými slunečními hodinami. Součást Hartmanic od roku 1960, do té doby samostatná obec.
- Dolejší Těšov – 730 metrů, ves tři kilometry severozápadně od Hartmanic, nejlidnatější osada obce. Jednoduchý barokní zámek vyhořel roku 1956, ale byl po požáru obnoven. Do roku 1960 sídlo MNV Těšov u Sušice.
- Hartmanice
- Hořejší Krušec – 678 metrů, ves jeden kilometr severně od Hartmanic. Empírový zámeček z počátku 19. století. K Hartmanicím připojen roku 1950, předtím součástí obce Hořejší Těšov.
- Hořejší Těšov – 750 metrů, víska tři kilometry severozápadně od Hartmanic. Do roku 1960 součást obce Těšov u Sušice.
- Chlum – 596 metrů, ves 2,5 kilometru severně od Hartmanic při silnici Hartmanice – Petrovice u Sušice. Do roku 1960 část obce Těšov u Sušice.
- Javoří – 780 metrů, odlehlá ves šest kilometrů severozápadně o Hartmanic pod vrchem Vosík. Do roku 1960 část obce Těšov u Sušice.
- Keply – 930 metrů, odlehlá osada úředně obnovená až roku 1992, deset kilometrů západně od Hartmanic. Osadu tvoří dvě panelové bytovky, z nichž v jedné je penzion.
- Kochánov – 850 metrů, roztroušená odlehlá osada jedenáct kilometrů západně od Hartmanic při cestě Keply – Petrovice u Sušice. V horní části osady umrlčí prkna. Do roku 1960 část obce Těšov u Sušice.
- Kříženec – 720 metrů, samota tři kilometry jižně od Hartmanic, bez stálých obyvatel. Do roku 1960 část obce Štěpanice.
- Kundratice – 680 metrů, druhá nejlidnatější osada Hartmanic, jeden kilometr jižně od obce. Empírový zámek. Do roku 1960 část obce Štěpanice.
- Loučová – 666 metrů, ves a dvůr tři kilometry severně od Hartmanic. V 19. století se zde scházeli místní i pražští vlastenci. Býval zde pivovar s charakteristickou stavbou a klenutými sklepy. Do roku 1960 část obce Jiřičná.
- Malý Radkov – 740 metrů, samota 4,5 kilometru jihovýchodně od Hartmanic při stezce do Rejštejna a Kašperských Hor. Součástí Hartmanic od roku 1960.
- Mochov – 870 metrů, ves šest kilometrů severozápadně od Hartmanic. Stávala zde jedna z nejstarších šumavských skláren. Objekty lidové šumavské architektury, v krajině stopy po těžbě zlata. Památné modříny opadavé. Do roku 1960 část obce Těšov u Sušice.
- Palvinov – 646 metrů, ves 3,5 kilometru východně od Hartmanic. Zámeček z 18. století. Památná lípa malolistá. Součást Hartmanic od roku 1960.
- Prostřední Krušec – 650 metrů, ves 2,5 kilometru severně od Hartmanic 0,7 kilometru nad Dolejším Krušcem. Do roku 1960 část obce Dolejší Krušec.
- Světlá – 580 metrů, ves 3,5 kilometru severně od Hartmanic při silnici Hartmanice – Petrovice u Sušice. Do roku 1960 část obce Jiřičná.
- Štěpanice – 687 metrů, ves dva kilometry jihovýchodně od Hartmanic při cestě do Rejštejna. Do roku 1960 sídlo místního národního výboru. Dnes téměř bez obyvatel.
- Trpěšice – 650 metrů, víska jeden kilometr východně od Hartmanic. Do roku 1960 část obce Dolejší Krušec.
- Vatětice – 637 metrů, ves 3,5 kilometru východně od Hartmanic. Ve vsi stávala tvrz připomínána v roce 1644, ale již v roce 1656 pustá. Později obnovena a přestavěna na zámek, který byl ale po válce zbourán. U vsi alej chráněných lip, jasanů a javorů. Do roku 1960 sídlo MNV.
- Vlastějov – 686 metrů, ves pět kilometrů severozápadně od Hartmanic. Do roku 1960 část obce Těšov u Sušice.
- Zálužice – 709 metrů, samota 2,5 kilometru jihovýchodně od Hartmanic. Součástí obce od roku 1960.

### Členství ve sdruženích
Hartmanice jsou členem sdružení Čechy nad zlato, které vzniklo v roce 1996 za účelem ochrany životního prostředí v oblastech ohrožených průzkumem ložisek a těžbou zlata.

### Městské symboly
Znak města je historický, vlajka byla městu obci udělena rozhodnutím předsedy Poslanecké sněmovny Parlamentu České republiky dne 10. září 2021.

## Doprava
Hartmanice leží na křižovatce dvou silnic druhé třídy.
Silnice II/145 vede z Vimperka přes Kašperské Hory do Hartmanic a dále pokračuje údolím Pstružného potoka do Petrovic u Sušice. U Nového Městečka zhruba čtyři kilometry od Hartmanic překračuje řeku Otavu. U mostu na ni navazuje silnice z Horažďovic a ze Sušice do Rejštejna, na Horskou Kvildu a Kvildu.
Silnice II/190 spojuje Nýrsko a Železnou Rudu přes Novou Hůrku a Dobrou Vodu s Hartmanicemi. Na křižovatce Skelná je z ní možno odbočit po rekonstruované silnici do Prášil a dále do Srní.
Nejbližší železniční stanice se nachází v Sušici na trati Klatovy–Horažďovice, třináct kilometrů od obce. Na nádraží v Železné Rudě na trati Železná Ruda – Klatovy – Plzeň je to z Hartmanic dvacet kilometrů.

## Pamětihodnosti

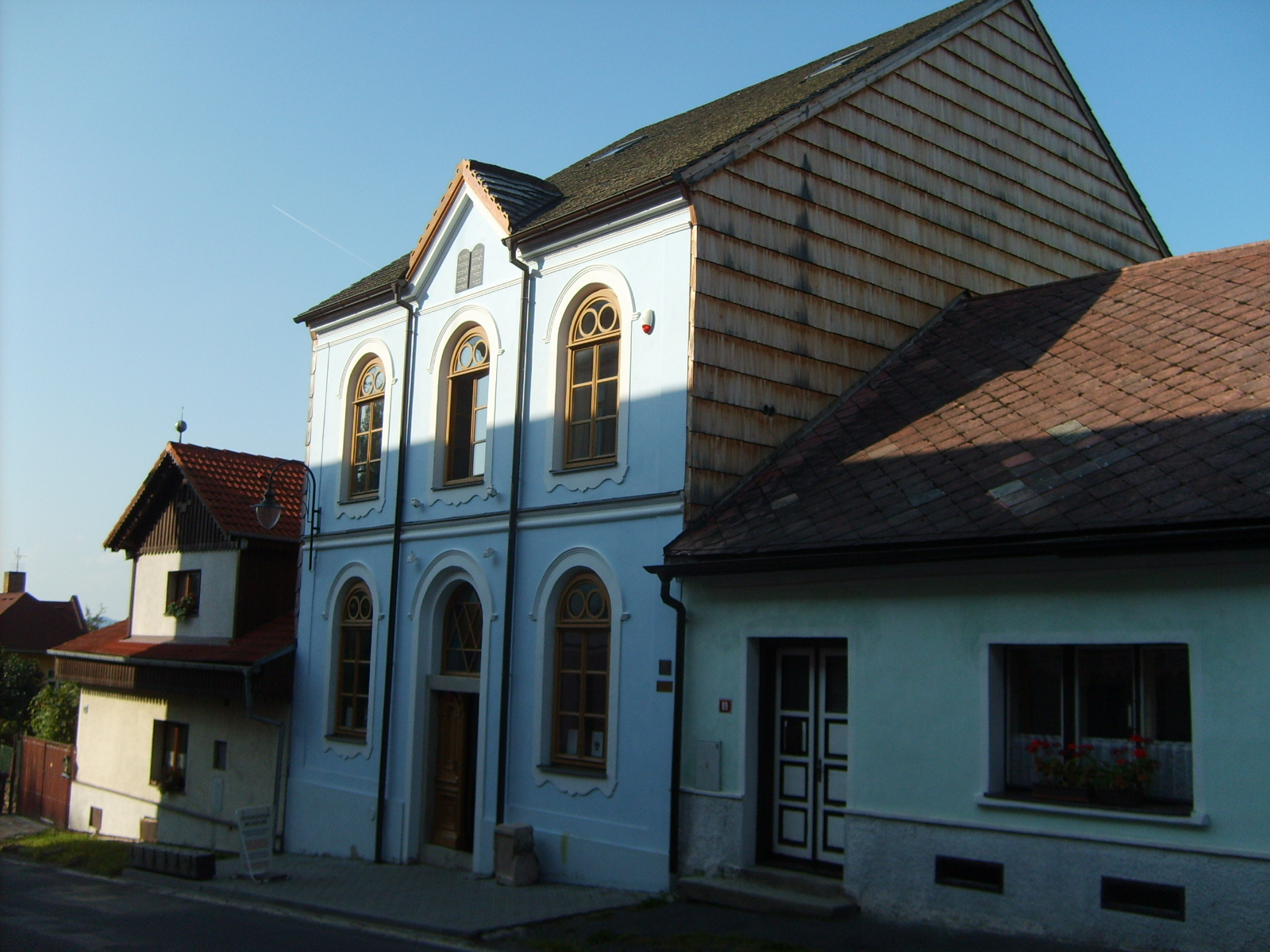
Horská synagoga v Hartmanicích

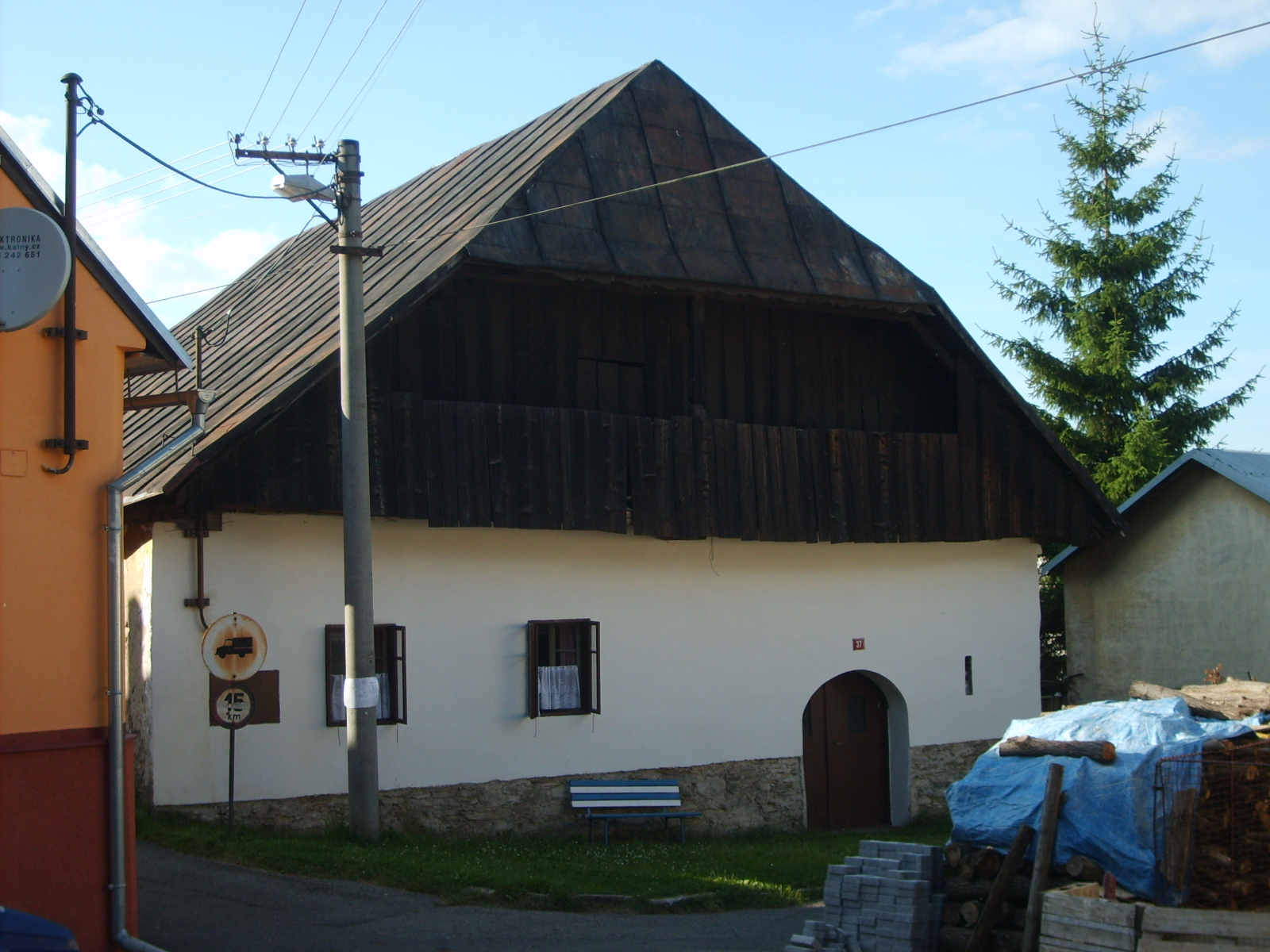
Dům „volarského“ typu č. 37 na náměstí v Hartmanicích

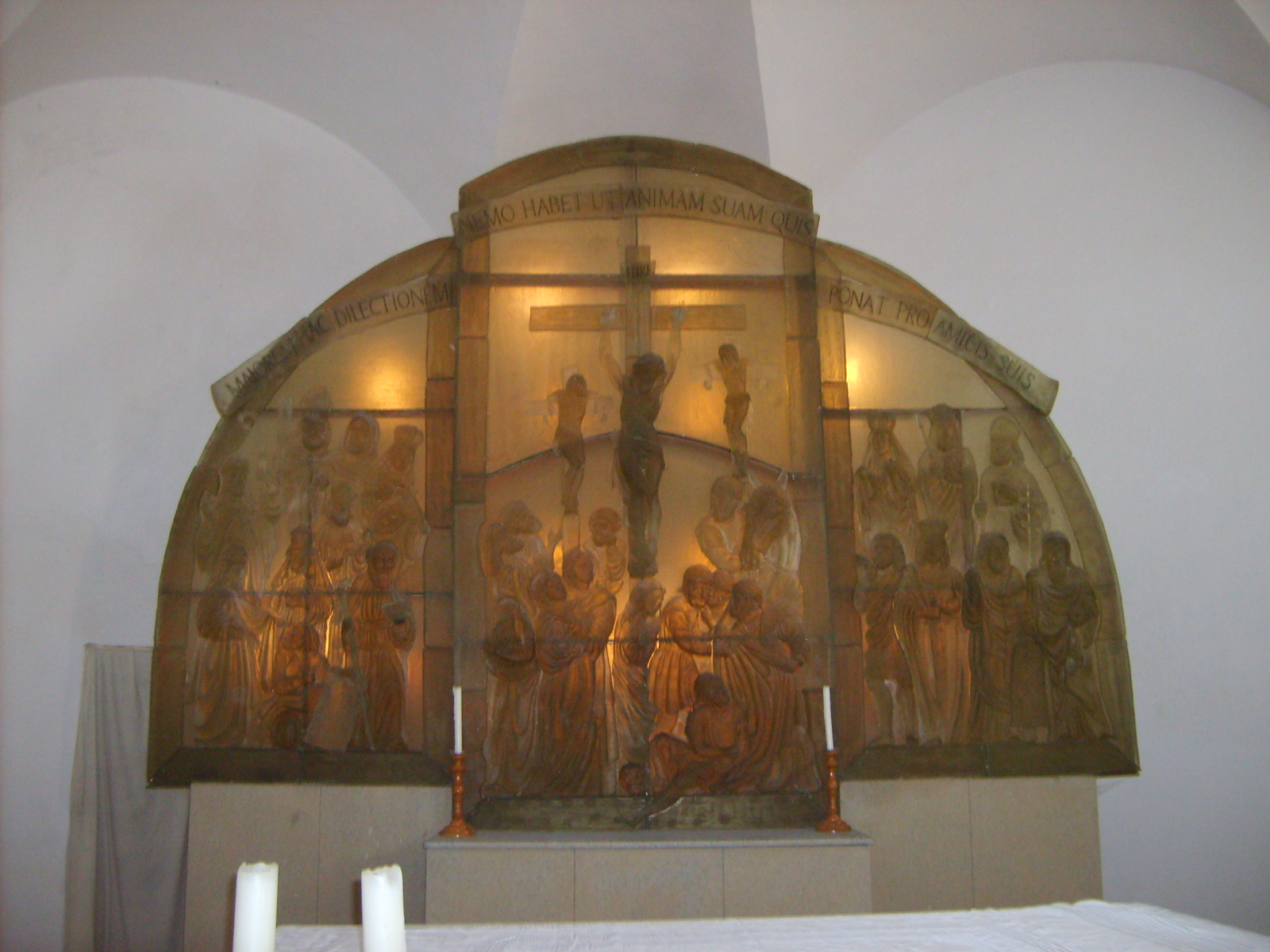
Raritní skleněný oltář v kostele svatého Vintíře v osadě Dobrá Voda

- Kostel svaté Kateřiny – původně gotický kostel z 15. století, v 18. století přestavěn částečně barokně
- Horská synagoga – budova vystavěná na náklady hartmanicko-kundratické židovské obce roku 1881. V průběhu druhé světové války přestavěna na truhlářskou dílnu, podobnému účelu sloužila synagoga i v poválečných letech, později také jako objekt státních lesů a armádní sklad pneumatik. V 80. letech budova předána MNV k demolici, ke které ale nedošlo, objekt celá 90. léta chátral, byl navrácen Plzeňské židovské obci, která jej však pro nedostatek peněz musela prodat soukromníkovi. Po roce 2002 byla zahájena náročná rekonstrukce, která byla dokončena v roce 2006. Dnes sídlo Památníku Hartmanice.
- Šumavské stavení č. 37 – 19. století, inspirováno volarským domem
- Kostel svatého Vintíře na Dobré Vodě – barokní poutní kostel z roku 1706, zasvěcen jako jediný na světě „Sv.“ Vintířovi na místě původní kaple. V období existence VVP Dobrá Voda využíván jako skladiště, kompletně zrekonstruován v roce 1995 k 950. výročí úmrtí Svatého Vintíře. Kostel byl do roku 2001 vybaven unikátními skleněnými plastikami – největším skleněným oltářem na světě, vážícím čtyři tuny, a čtrnáctidílnou skleněnou křížovou cestou. Prohlídky kostela zajišťuje Muzeum Dr. Šimona Adlera v Dobré Vodě.
- Zámeček Dolejší Krušec – patrový barokní zámeček z 18. století
- Zámeček Hořejší Krušec – empírový zámeček vystavěný kolem roku 1800
- Zámek Dolejší Těšov – raně barokní zámek ze 17. století
- Zámek Kundratice – empírový zámek z druhé poloviny 18. století na místě původní tvrze
- Umrlčí prkna Kochánov – nad osadou dvě umrlčí prkna, jedna z posledních dodnes zachovalých. Pokud nebožtík zemřel v zimě, kdy nebylo možné vykopat hrob, byl uložen venku na zdobené prkno. Na jaře byl pak pohřben a prkno vystaveno na místě, kam zesnulý rád chodíval.
- Mochov – zachovalé objekty lidové šumavské architektury

## Turistika
Od 90. let 20. století došlo k vybudování infocentra a muzea v Hartmanicích a na Dobré Vodě, radikálnímu zlepšení sítě turistických cest i cyklostezek, částečnému rozšíření ubytovací kapacity města, rozšíření zimního lyžařského areálu (2005) a zavedení autobusové linky pro spojení Sušice s Prášilami a Železnou Rudou. V obci je v provozu několik restauračních zařízení, největším hotelem je Vintíř. Určité ubytovací kapacity jsou kromě Hartmanic a Dobré Vody nabízeny také v osadách Dolejší Krušec a Keply.
Hartmanicemi prochází jedna z významných šumavských turistických cest – modře značená Klostermannova stezka vedoucí z Vacova přes Kašperské Hory a Hartmanice směrem na Stodůlky a Srní. Po této stezce lze podniknout turistický výlet do Rejštejna a Kašperských Hor (11 kilometrů), případně do údolí Křemelné a do Prášil (12 kilometrů). Západním směrem vedou značené stezky do prostoru přírodního parku Kochánov, směrem na sever můžeme po zelené značce dojít do Sušice (11 kilometrů). Okolí Hartmanic je také velmi vhodné pro cykloturistiku.

## Osobnosti
- Isak Simon Bloch (1805–1878), židovský podnikatel, v okolí Hartmanic vlastnil továrny na broušení skla a zrcadel
- Šimon Adler (1884–1944), rabín z Dobré Vody, učitel náboženství a archivář, zemřel v Osvětimi

## Partnerská města
- Affoltern im Emmental Švýcarsko
- Rinchnach Německo